# Foidonośny alkaliczno-skaleniowy syenit
Foidonośny alkaliczno-skaleniowy sjenit (foidonośny alkaliczno-skaleniowy syenit) – kwaśna skała magmowa o pochodzeniu głębinowym. Foidonośny alkaliczno-skaleniowy sjenit zaliczany jest do skał jawnokrystalicznych. Najczęściej barwy jasnoszarej, szarej lub ciemnoszarej. Zawiera do 10% foidów (skaleniowców). W zależności od rodzaju występujących skaleniowców tworzy się lokalną nazwę skały. Na diagramie klasyfikacyjnym QAPF foidonośny alkaliczno-skaleniowy sjenit zajmuje pole 6'.
- Struktura: jawnokrystaliczna, średniokrystaliczna.
- Skład mineralny: skalenie alkaliczne (ortoklaz, mikroklin, albit), skaleniowce (leucyt, nefelin, sodalit, nosean, hauyn, kankrynit, analcym), biotyt, amfibole, pirokseny. Minerały akcesoryczne, to: apatyt, cyrkon, ilmenit, rutyl, tytanit, ksenotym.

Nazwa pochodzi od greckiej nazwy Asuanu – Syene oraz od występowania skaleni alkalicznych i skaleniowców (foidów).